# مطار سينوب
مطار سينوب (بالبرتغالية: Aeroporto de Sinop‏) (إياتا: OPS، إيكاو: SWSI) هو مطار عام يخدم مدينة سينوب في ولاية ماتو غروسو في غرب البرازيل. يتألف المطار من مدرج واحد من الاسفلت بطول 1,600 مترا. يقع المطار على بعد 13 كيلومترا من وسط مدينة سينوب.